# Sádky (rybník)
Sádky je rybník umístěný na Jevanském potoce v lokalitě Pěnčice jižně od Jevan. Rybník je trojúhelníkovitého tvaru s hrází orientovanou na jihovýchod. Délka strany měří přibližně 50 m. V okolí jsou louky a částečně les. Na jihozápadním okraji se nacházejí další vodní plochy, které snad mohly sloužit jako sádky. Rybník je napájen odbočkou Jevanského potoka ze severozápadu a odtéká do jiného rybníka směrem jihozápadním.

## Galerie

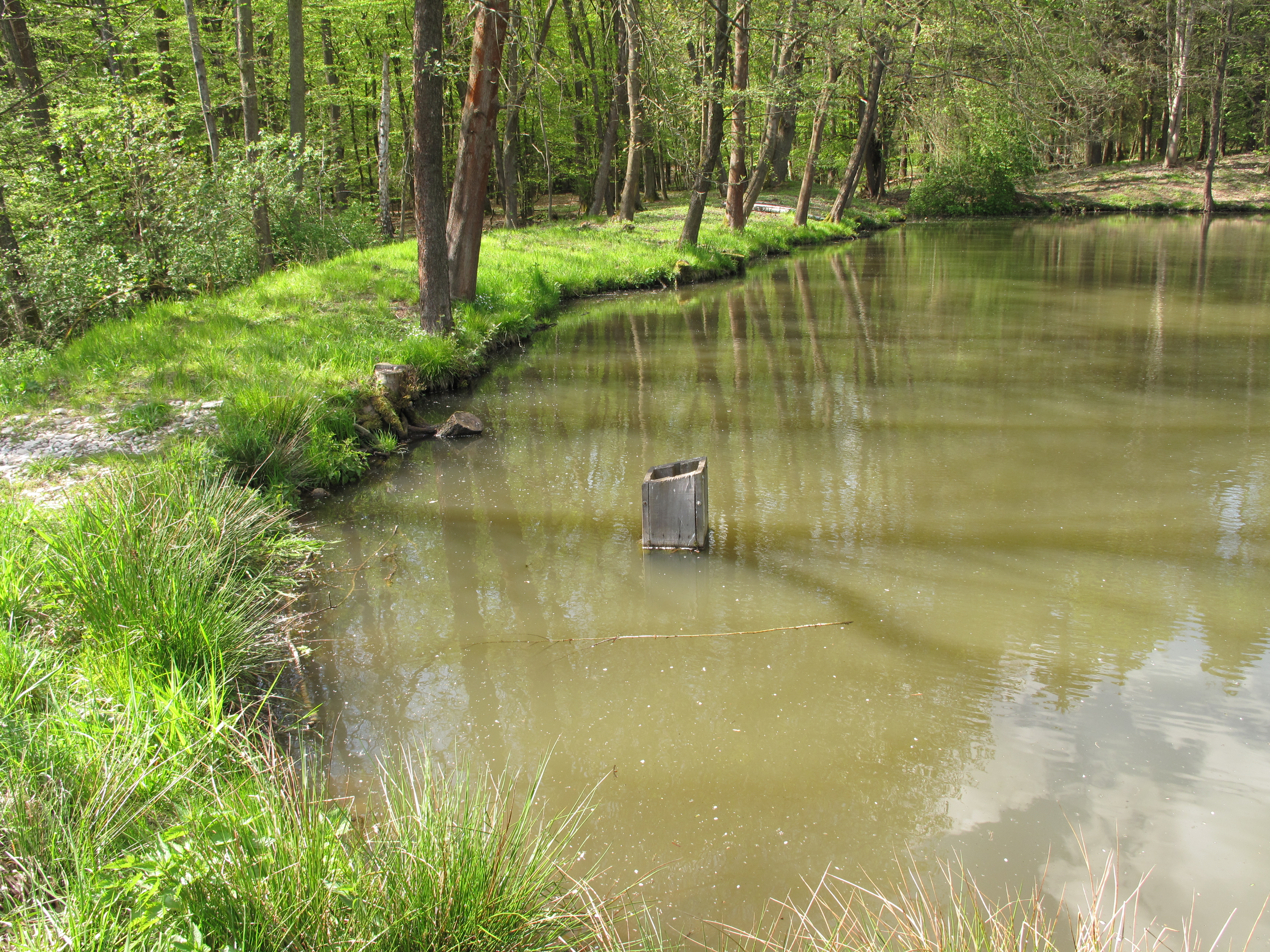
Břeh se stavidlem
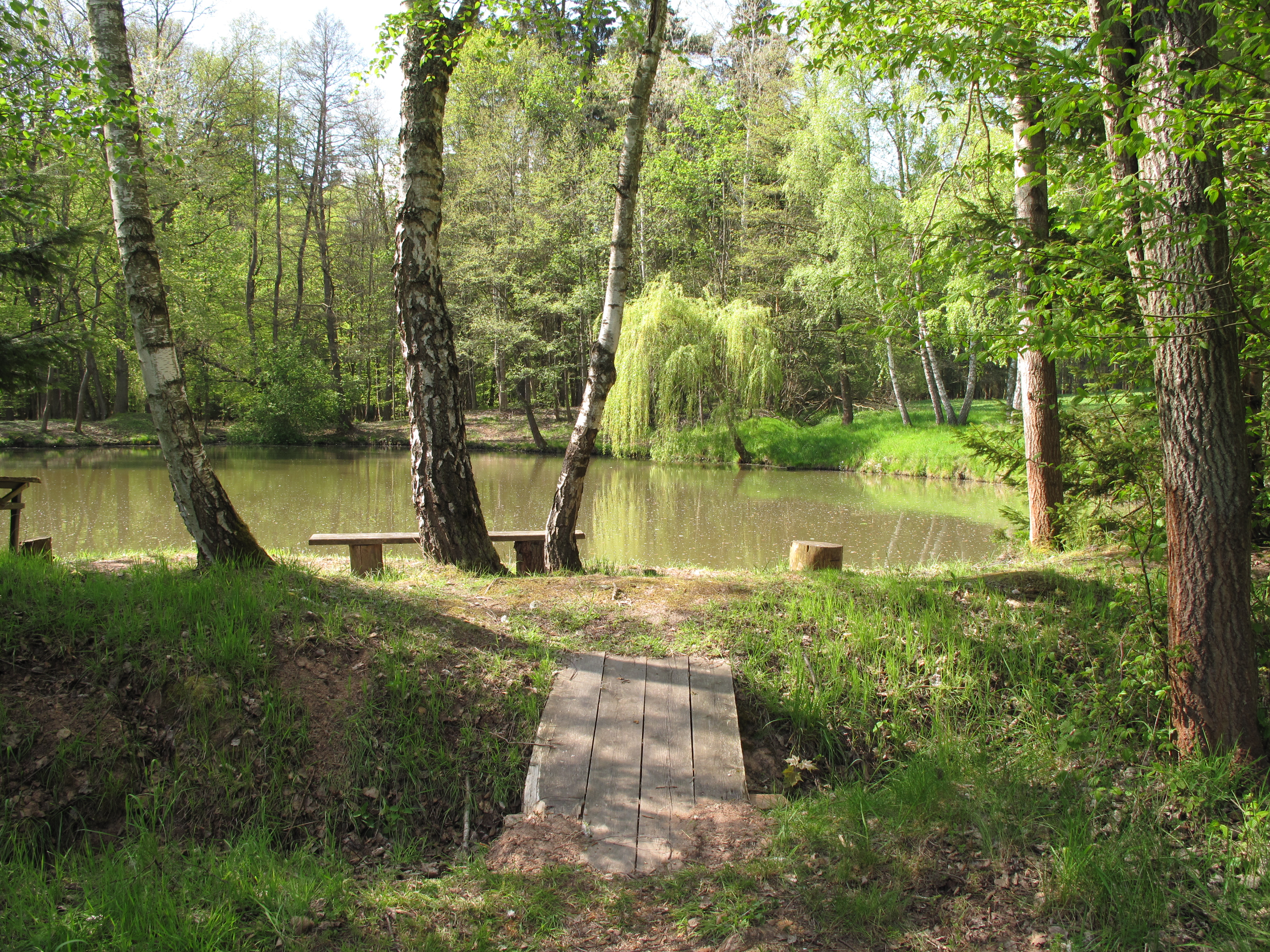
Lavice na břehu
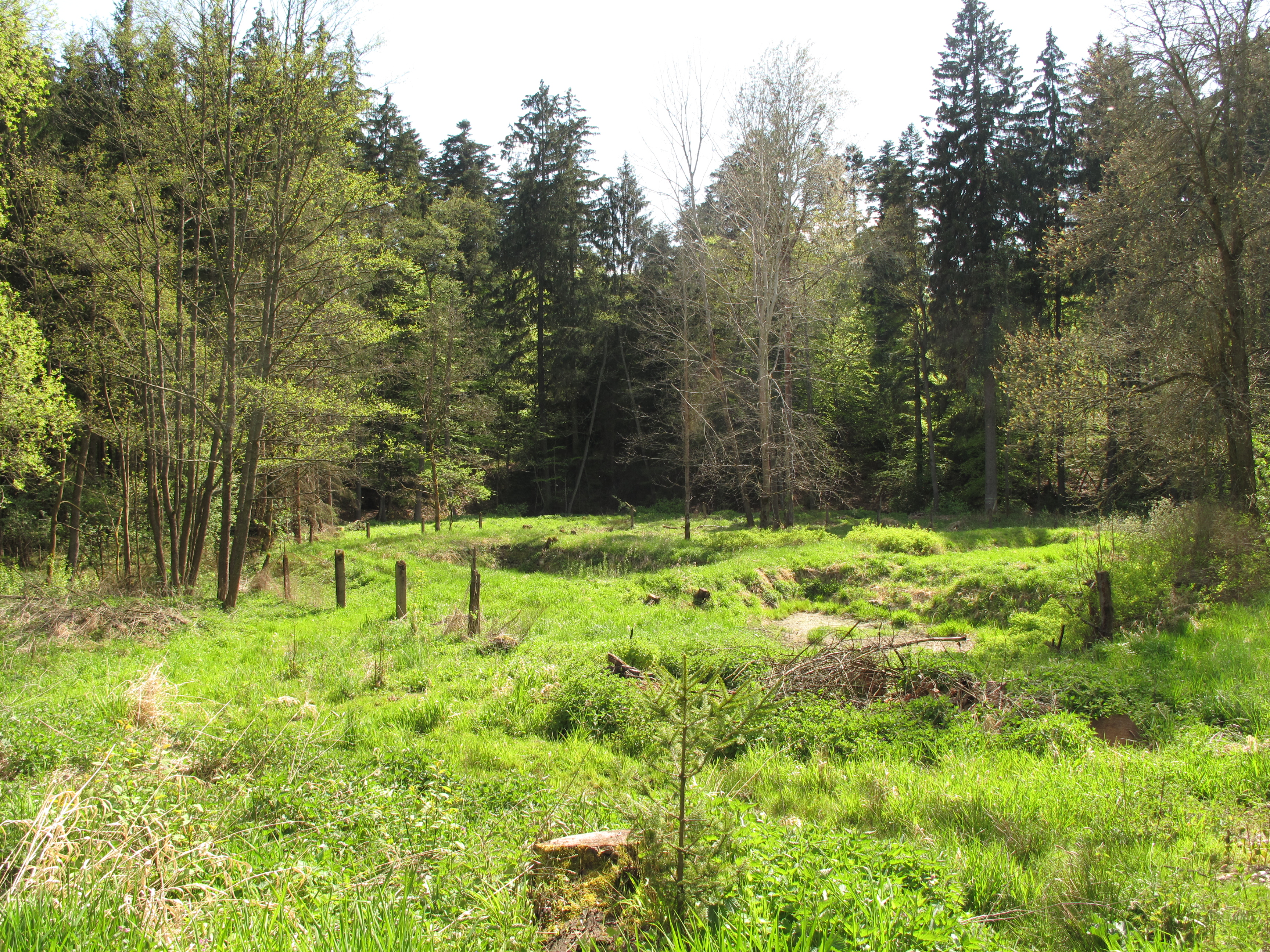
Ostatní plochy